# 430-km-Rennen von Silverstone 1991

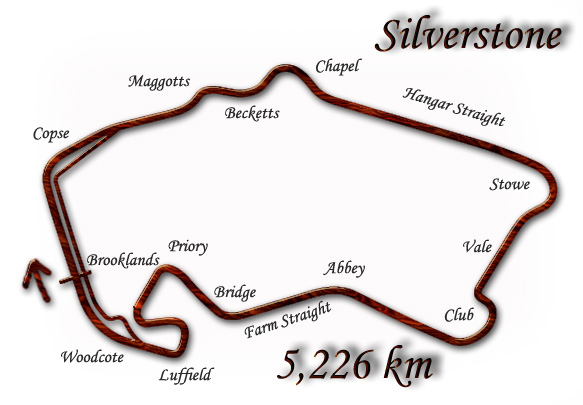
Silverstone Circuit 1991

Das 430-km-Rennen von Silverstone 1991, auch Castrol BRDC Empire Trophy (FIA Sportscar World Championship), Silverstone, fand am 19. Mai auf dem Silverstone Circuit statt. Das Rennen war der dritte Wertungslauf der Sportwagen-Weltmeisterschaft dieses Jahres.

## Das Rennen
Nach dem Erfolg beim 430-km-Rennen von Monza siegte das von Tom Walkinshaw geleitete Jaguar-Team auch in Silverstone. Teamkollege von Derek Warwick im Jaguar XJR-14 war diesmal Teo Fabi.

## Ergebnisse

### Schlussklassement
| 1                  | Cat. 1 | 4   | Silk Cut Jaguar        | Teo Fabi Derek Warwick                      | Jaguar XJR-14      | 83 |
| 2                  | Cat. 2 | 2   | Team Sauber-Mercedes   | Karl Wendlinger Michael Schumacher          | Mercedes-Benz C291 | 82 |
| 3                  | Cat. 1 | 3   | Silk Cut Jaguar        | Martin Brundle                              | Jaguar XJR-14      | 79 |
| 4                  | Cat. 2 | 1   | Team Sauber-Mercedes   | Jean-Louis Schlesser Jochen Mass            | Mercedes-Benz C11  | 79 |
| 5                  | Cat. 1 | 8   | Euro Racing            | Cor Euser Richard Piper                     | Spice SE90C        | 78 |
| 6                  | Cat. 1 | 5   | Peugeot Talbot Sport   | Mauro Baldi Philippe Alliot                 | Peugeot 905        | 78 |
| 7                  | Cat. 2 | 16  | Repsol Brun Motorsport | Oscar Larrauri Jesús Pareja                 | Porsche 962C       | 77 |
| 8                  | Cat. 2 | 11  | Porsche Kremer Racing  | Manuel Reuter Harri Toivonen                | Porsche 962CK 6    | 76 |
| 9                  | Cat. 2 | 13  | Courage Compétition    | Michel Trollé Claude Bourbonnais            | Cougar C26S        | 75 |
| 10                 | Cat. 2 | 17  | Repsol Brun Motorsport | Massimo Sigala Walter Brun                  | Porsche 962C       | 75 |
| 11                 | Cat. 2 | 18  | Mazdaspeed             | Dave Kennedy Maurizio Sandro Sala           | Mazda 787          | 74 |
| Nicht klassiert    |        |     |                        |                                             |                    |    |
| 12                 | Cat. 2 | 14  | Team Salamin Primagaz  | Antoine Salamin Max Cohen-Olivar            | Porsche 962C       | 49 |
| Ausgefallen        |        |     |                        |                                             |                    |    |
| 13                 | Cat. 1 | 6   | Peugeot Talbot Sport   | Keke Rosberg Yannick Dalmas                 | Peugeot 905        | 50 |
| 14                 | Cat. 2 | 21  | Konrad Motorsport      | Franz Konrad Tiff Needell                   | Porsche 962C       | 35 |
| 15                 | Cat. 2 | 59  | Team Salamin Primagaz  | Jonathan Palmer Eje Elgh                    | Porsche 962C       | 33 |
| 16                 | Cat. 2 | 12  | Courage Compétition    | François Migault Marco Brand                | Cougar C26S        | 6  |
| Nicht gestartet    |        |     |                        |                                             |                    |    |
| 17                 | Cat. 1 | 60  | Louis Descartes        | John Sheldon Mercedes Stermitz              | Spice SE89C        | 1  |
| 18                 | Cat. 2 | 1T  | Team Sauber Mercedes   | Jochen Mass                                 | Mercedes-Benz C11  | 2  |
| 19                 | Cat. 1 | 8T  | Euro Racing            | Cor Euser Richard Piper                     | Spice SE90C        | 3  |
| 20                 | Cat. 2 | 11T | Porsche Kremer Racing  | Manuel Reuter                               | Porsche 962CK 6    | 4  |
| 21                 | Cat. 1 | 6T  | Peugeot Talbot Sport   | Keke Rosberg Yannick Dalmas Philippe Alliot | Peugeot 905        | 5  |
| 22                 | Cat. 2 | 15  | Veneto Equipe          | Carlo Franchi Gianluigi Franchi             | Lancia LC2         | 6  |
| Nicht qualifiziert |        |     |                        |                                             |                    |    |
| 23                 | Cat. 1 | 7   | Louis Descartes        | Luigi Taverna Philippe de Henning           | ALD C92            | 7  |

1 Motorschaden im Training
2 Ersatzwagen
3 Ersatzwagen
4 Ersatzwagen
5 Ersatzwagen
6 zurückgezogen
7 Unfall im Training

### Nur in der Meldeliste
Zu diesem Rennen sind keine weiteren Meldungen bekannt.

### Klassensieger
| Klasse | Fahrer               | Fahrer        | Fahrzeug          | Platzierung im Gesamtklassement |
| ------ | -------------------- | ------------- | ----------------- | ------------------------------- |
| Cat. 1 | Teo Fabi             | Derek Warwick | Jaguar XJR-14     | Gesamtsieg                      |
| Cat. 2 | Jean-Louis Schlesser | Jochen Mass   | Mercedes-Benz C11 | Rang 4                          |

### Renndaten
- Gemeldet: 23
- Gestartet: 16
- Gewertet: 11
- Rennklassen: 2
- Zuschauer: 20.000
- Wetter am Renntag: kühl und bewölkt
- Streckenlänge: 5,226 km
- Fahrzeit des Siegerteams: 2:12:30,045 Stunden
- Gesamtrunden des Siegerteams: 83
- Gesamtdistanz des Siegerteams: 433,720 km
- Siegerschnitt: 196,400 km/h
- Pole Position: Martin Brundle – Jaguar XJR-14 (#3) – 1:27,478 = 215,047 km/h
- Schnellste Rennrunde: Martin Brundle – Jaguar XJR-14 (#3) – 1:29,372 = 210,491 km/h
- Rennserie: 3. Lauf zur Sportwagen-Weltmeisterschaft 1991